# Scottish Exhibition and Conference Centre
Het Scottish Exhibition and Conference Centre (SECC) is een expositiehal in de Schotse plaats Glasgow. Met een oppervlakte van 22.355 m² verdeeld over vijf hallen is het de grootste expositiehal van Schotland. Van de eigenaar van het gebouw is 91% in handen van de gemeente van Glasgow. In het gebouw worden ook vaak concerten gegeven: in de vierde hal is plaats voor 12.500 toeschouwers en in de derde hal voor 4.656 toeschouwers.

## Geschiedenis
De eerste plannen voor een expositiehal begonnen in 1979. Een gebied waar vroeger het Queen's Dock gelegen was aan de Clyde werd geselecteerd. Landaanwinning voor het gebied begon in 1982. In 1983 werd er begonnen met de bouw van de gebouwen van het SECC.
Het hoofdgebouw werd voltooid en geopend in 1985 met een concert van het Royal Scottish National Orchestra in de eerste hal. Na de opening kreeg het gebouw al snel zijn bijnaam, The Big Red Shed vanwege zijn rode kleur. Deze naam werd onbruikbaar in 1997 toen het gebouw grijs werd geverfd.
Het gebouw heeft ook zijn eigen spoorwegstation: Station Exhibition Centre. Een hotel van 16 etages hoog werd in 1989 geopend. De derde hal werd in september 1996 geopend.

## Clyde Auditorium
In 1995 werd begonnen met de bouw van een nieuw gebouw: het Clyde Auditorium. Het gebouw, dat ontworpen werd door de Britse architect Norman Foster, werd geopend in 1997 en biedt plaats voor 3.000 toeschouwers.

## Queens Dock 2
In april 2004 werd aan architectenbureau Foster + Partners gevraagd om een nieuwe gebied te ontwerpen op basis van het voormalige Queen's Dock. Een concerthal voor 12.500 toeschouwers genaamd The Hydro is onderdeel hiervan. De totale operatie moet 562 miljoen pond kosten.

## Trivia
- Het tweede Eurovisiedansfestival werd hier in september 2008 gehouden.